# Oita Trinita
El Oita Trinita (大分トリニータ Ōita Torinīta?) es un equipo de fútbol japonés de la J2 League. El club está situado en la ciudad de Ōita.

## Historia

### Primeros años (1994-1998)
El equipo comenzó como Oita Trinity en 1994 en la liga prefectural avanzando a la liga regional de Kyūshū. Al terminar segundo en la temporada 1996 de la liga nacional obtuvo el ascenso a la antigua JFL.

### Oita Trinita (1999-actualidad)
En 1999 ingresa en la J. League Division 2, y debido a problemas de infracción de derechos de autor, modificó su nombre a Trinita (del italiano "trinità") mezclando la palabra Trinity (del inglés, trinidad) y el nombre de la ciudad, Ōita. En sus primeras dos temporadas en la J. League Division 2 obtuvo el tercer puesto, y en el año 2002 consiguió su ascenso como campeón.
A pesar de que en sus primeras temporadas luchó por la permanencia, consiguió cuajar buenas actuaciones con el paso del tiempo. Tras la llegada del brasileño Pericles Chamusca al banquillo en 2006, terminó en octavo lugar. En 2008 acabó en la cuarta plaza. Ese mismo año consigue su primer título de Copa J. League.
Tras siete años seguidos en J. League Division 1, descendió a la J. League Division 2 en 2009. Volvió a ascender en 2012, ganando la primera promoción de ascenso en Japón, pero no pudo lograr la permanencia al término de la temporada siguiente.
Aunque el equipo está emplazado en la ciudad de Ōita, tiene también muchos seguidores en toda la prefectura, en ciudades como Beppu o Saiki entre otras.

## Estadio

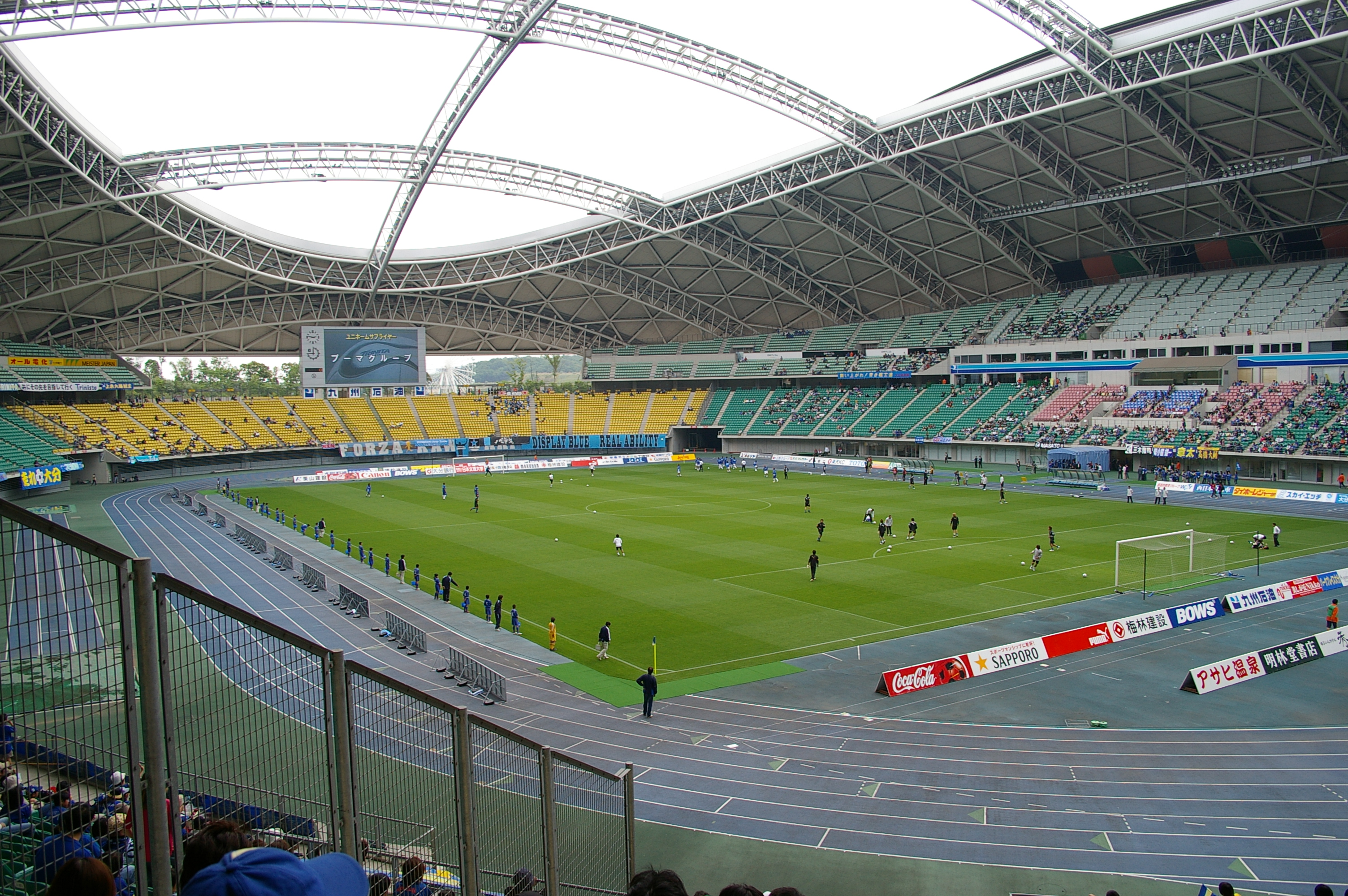
Ōita Bank Dome

Disputa sus partidos de local en el Ōita Bank Dome, que cuenta con capacidad para 40.000 espectadores y césped natural, construido como sede de la Copa Mundial de la FIFA de 2002 y diseñado por el arquitecto Kishō Kurokawa. Su lugar de entrenamiento son las instalaciones adyacentes de fútbol y rugby del Parque Inukai y el Parque Público de la ciudad de Ōita.

## Jugadores

### Jugadores en préstamo
| Prestados |       |     |                |         |               |
| 23        | JPN ! | DEF | Shunsuke Ono   | 20 años | Toyama Shinjo |
| -         | JPN ! | MED | Kenshin Yasuda | 20 años | KRC Genk      |

### Jugadores destacados
| Japón - Akira Kaji - Hiroshi Kiyotake - Kazuya Maekawa - Keigo Higashi - Masato Morishige - Mu Kanazaki - Ryuji Michiki - Shusaku Nishikawa - Tadatoshi Masuda - Takuya Jinno - Tsukasa Umesaki - Kazuhiro Kawata - Hirokazu Hasegawa - Kenji Koyama |  | AFC - Choi Dae-Shik - Choi Moon-Sik - Hwangbo Kwan - Kim Dong-Hyun - Murilo de Almeida - Hwang Song-su |  | CONMEBOL - Dodô - Magno Alves - Marcelo Mattos - Rodrigo Mendes - Ueslei - Will - Alex |  | UEFA - Lorenzo Staelens - Patrick Zwaanswijk - Richard Witschge - Andrzej Kubica |

## Entrenadores

### Era amateur
| Entrenador     | País          | Periodo           |
| -------------- | ------------- | ----------------- |
| Moon Jung-Sik  | Corea del Sur | 1994-96           |
| Park Kyung-Wha | Corea del Sur | 1997              |
| Yasunori Haga  | Japón         | Noviembre de 1997 |
| Chico Formiga  | Brasil        | 1998              |

### Era profesional
| Entrenador          | País          | Periodo                    |
| ------------------- | ------------- | -------------------------- |
| Nobuhiro Ishizaki   | Japón         | 1999-01                    |
| Shinji Kobayashi    | Japón         | Mayo 2001-03               |
| Han Berger          | Países Bajos  | 2004                       |
| Kwan Hang-Bo        | Corea del Sur | 2005                       |
| Arie Schans         | Países Bajos  | Septiembre 2005 (Interino) |
| Péricles Chamusca   | Brasil        | Septiembre 2005-09         |
| Hiroaki Matsuyama   | Japón         | Julio de 2009              |
| Ranko Popović       | Serbia        | Julio de 2009              |
| Kwan Hang-Bo        | Corea del Sur | 2010                       |
| Kazuaki Tasaka      | Japón         | 2011-15                    |
| Nobuaki Yanagida    | Japón         | Junio de 2015              |
| Tomohiro Katanosaka | Japón         | 2016-                      |

## Rivalidades
Derbi de Kyushu
El derbi de Kyushu considera a todos los enfrentamientos de los clubes de la región de Kyushu con excepción del derbi de Fukuoka, es decir que en el participan el Avispa Fukuoka, Giravanz Kitakyushu, Sagan Tosu, V-Varen Nagasaki, Roasso Kumamoto, Oita Trinita y Kagoshima United.

## Palmarés

### Torneos nacionales
- Copa J. League (1): 2008
- J2 League (1): 2002
- J3 League (1): 2016